# Plombocène
Le plombocène est un composé organométallique du plomb, de la classe des métallocènes, composé sandwich où le centre métallique est pris entre deux cycles de cyclopentadiène parallèles.

## Propriétés
Le plombocène est soluble dans le benzène, l'acétone, l'éther et l'éther de pétrole, mais insoluble dans l'eau. Le plombocène est stable dans l'eau froide.

## Synthèse
Le plombocène n'est pas disponible dans le commerce. Il peut être synthétisé par réaction du cyclopentadiénure de sodium avec une source en plomb(II) telle que le nitrate de plomb(II) ou l'iodure de plomb(II).

## Analogues
Il existe d'autres composés sandwich du plomb, l'analogue décaméthylé Cp*2Pb, et les complexes demi-sandwich Cp*PbBF4 et Cp*PbCl.